# Rodrigo Vilariño
Rodrigo Hernán Vilariño (Buenos Aires, Argentina, 7 de octubre de 1976) es un exfutbolista argentino. Jugaba de mediocampista y militó en diversos clubes de Argentina, Chile, España y Bélgica.

## Clubes
| Club                   | País      | Año       |
| ---------------------- | --------- | --------- |
| River Plate            | Argentina | 1993-1997 |
| SD Compostela          | España    | 1998-1999 |
| Audax Italiano         | Chile     | 2000-2001 |
| Defensores de Belgrano | Argentina | 2001-2004 |
| RAEC Mons              | Bélgica   | 2005-2006 |